# Rakshak
Rakshak (in hindī रक्षक, rakṣak, "Guardiano") è il primo album in studio del gruppo musicale indiano Bloodywood, pubblicato il 18 febbraio 2022.

## Descrizione
In un'intervista con Metalutopia, Raoul Kerr ha riferito che l'album parla di uno sforzo congiunto per proteggere le persone e il pianeta da tutte le avversità che gli esseri umani affrontano, quali bullismo, violenze sessuali, depressione e corruzione politica.

## Tracce
Testi e musiche di Karan Katiyar.
1. Gaddaar – 4:44
2. Aaj – 5:00
3. Zanjeero Se – 4:11
4. Machi Bhasad – 4:00
5. Dana-Dan – 4:54
6. Jee Veerey – 4:38
7. Endurant – 4:46
8. BSDK.exe – 4:55
9. Yaad – 5:40
10. Chakh Le – 4:25

Durata totale: 47:13

## Formazione

### Gruppo
- Jayant Bhadula – voce
- Karan Katiyar – chitarra, basso, flauto
- Raoul Kerr – rapping

### Altri musicisti
- Roshan Roy – basso
- Vishesh Singh – batteria
- Sarthak Pahwa – dhol